# Episodi di Cannon (quinta stagione)
La quinta stagione della serie televisiva Cannon è stata trasmessa in anteprima negli Stati Uniti d'America dalla CBS tra il 10 settembre 1975 e il 3 marzo 1976.
| nº | Titolo originale               | Titolo italiano | Prima TV USA      | Prima TV Italia |
| -- | ------------------------------ | --------------- | ----------------- | --------------- |
| 1  | Nightmare                      |                 | 10 settembre 1975 |                 |
| 2  | The Deadly Conspiracy (Part 1) |                 | 17 settembre 1975 |                 |
| 3  | The Wrong Medicine             |                 | 24 settembre 1975 |                 |
| 4  | The Iceman                     |                 | 1º ottobre 1975   |                 |
| 5  | The Victim                     |                 | 8 ottobre 1975    |                 |
| 6  | The Man Who Died Twice         |                 | 15 ottobre 1975   |                 |
| 7  | A Touch of Venom               |                 | 22 ottobre 1975   |                 |
| 8  | Man in the Middle              |                 | 29 ottobre 1975   |                 |
| 9  | Fall Guy                       |                 | 5 novembre 1975   |                 |
| 10 | The Melted Man                 |                 | 5 novembre 1975   |                 |
| 11 | The Wedding March              |                 | 19 novembre 1975  |                 |
| 12 | The Hero                       |                 | 26 novembre 1975  |                 |
| 13 | To Still the Voice             |                 | 3 dicembre 1975   |                 |
| 14 | The Star                       |                 | 10 dicembre 1975  |                 |
| 15 | The Games Children Play        |                 | 17 dicembre 1975  |                 |
| 16 | The Reformer                   |                 | 7 gennaio 1976    |                 |
| 17 | The House of Cards             |                 | 14 gennaio 1976   |                 |
| 18 | Revenge                        |                 | 21 gennaio 1976   |                 |
| 19 | Cry Wolf                       |                 | 28 gennaio 1976   |                 |
| 20 | The Quasar Kill                |                 | 4 febbraio 1976   |                 |
| 21 | Snapshot                       |                 | 11 febbraio 1976  |                 |
| 22 | Point After Death              |                 | 18 febbraio 1976  |                 |
| 23 | Bloodlines                     |                 | 25 febbraio 1976  |                 |
| 24 | Madman                         |                 | 3 marzo 1976      |                 |